# Línia evolutiva de Torchic
Aquesta línia evolutiva de Pokémon inclou Torchic, Combusken i Blaziken.

## Torchic
Torchic és una de les espècies que apareixen a la franquícia Pokémon, una sèrie de videojocs, anime, mangues, llibres, cartes col·leccionables i altres mitjans que va ser inventada per Satoshi Tajiri i ha generat milers de milions de dòlars en beneficis per a Nintendo i Game Freak. És de tipus foc i evoluciona a Combusken.
- Evolució: Combusken Nv:16

## Combusken
Combusken és una de les espècies que apareixen a la franquícia Pokémon, una sèrie de videojocs, anime, mangues, llibres, cartes col·leccionables i altres mitjans que va ser inventada per Satoshi Tajiri i ha generat milers de milions de dòlars en beneficis per a Nintendo i Game Freak. És de tipus foc i tipus lluita. Evoluciona de Torchic i evoluciona a Blaziken.
- Evolució: Blaziken Nv:36

## Blaziken
Blaziken és una de les espècies que apareixen a la franquícia Pokémon, una sèrie de videojocs, anime, mangues, llibres, cartes col·leccionables i altres mitjans que va ser inventada per Satoshi Tajiri i ha generat milers de milions de dòlars en beneficis per a Nintendo i Game Freak. És de tipus foc i tipus lluita i evoluciona de Combusken.